# 宮本通
宮本通（みやもとどおり）は、兵庫県神戸市中央区の町名の一つ。区の東部にある住宅・商業地域。

## 地理
北は坂口通、東は灘区原田通、南は大日通、西は旗塚通が隣接。
東西に長い町域をしており、東から順に一～七丁目に分かれる。
一丁目に王子南公園と神戸ローンテニス倶楽部と宮本温泉、二丁目に神戸市立宮本小学校、三丁目に筒井八幡神社、四丁目に黒住教熊内教会所、六丁目に高野山真言宗聖徳院、七丁目に神戸市立春日野小学校と浄土真宗本願寺派高法寺がある。

### 地価
住宅地の地価は、2014年（平成26年）1月1日の公示地価によれば、宮本通2-3-20の地点で23万9000円/m2となっている。

## 歴史
宮本通という町名は筒井八幡神社が鎮座することに由来している。
この筒井八幡神社には応神天皇が祀られており、付近には清水の湧く井戸があり井筒が設けられていた。ここから筒井という村名や神社名が生まれたという。
「八幡大菩薩は当寺内陣の御尊薬師如来並びに阿弥陀如来の垂迹鎮守なり」と記録にはあり、社殿の西には神宮寺があって社僧が宮守をして、同寺の藤岡坊が寺子屋を開いていた。
宮本通はもともと神戸市葺合町の一部で、耕地整理が行われて大正5年（1916年）に町名が付けられた。
初めは神戸市の町名で、区政施行した昭和6年（1931年）からは神戸市葺合区、葺合区が生田区と合併した昭和55年（1980年）からは神戸市中央区の町名になった。
大正5年（1916年）七丁目に筒井尋常小学校が、大正15年（1926年）には二丁目に宮本尋常小学校が開校した。
この2校と脇浜小学校とが昭和23年（1948年）に合併し旧筒井小学校舎を用いて春日野小学校が開校した。
その後昭和28年（1953年）に宮本小学校が独立した。
また、大正11年（1922年）には神戸盲唖教育協会が六丁目に移転してきた。これは後の私立神港盲学校であり、大正15年（1926年）に加納町へと移転していき、現在は兵庫県立視覚特別支援学校となっている。

## 人口統計
- 平成22年（2010年）の世帯数1,074・人口1,894[1]。
- 昭和60年（1985年）の世帯数1,350・人口3,162[5]。
- 昭和35年（1960年）の世帯数1,188・人口4,346[3]。
- 大正9年（1920年）の世帯数738・人口3,368[3]。